# 12288 Verdun
För andra betydelser, se Verdun (olika betydelser).
12288 Verdun eller 1991 GC6 är en asteroid i huvudbältet som upptäcktes den 8 april 1991 av den belgiske astronomen Eric W. Elst vid La Silla-observatoriet. Den är uppkallad efter den franska staden Verdun.
Asteroiden har en diameter på ungefär 3 kilometer.